# 札幌市立北白石小学校
札幌市立北白石小学校（さっぽろしりつ きたしろいししょうがっこう）は、北海道札幌市白石区北郷6条3丁目5番2号にある公立の小学校である。
札幌市立北白石中学校が隣接する。2012年に新校舎になり北白石中学校と同じ建物になった。
札幌市教育委員会の事業である「札幌市学校図書館地域開放事業」の指定校となっている。

## 概要

### 教育目標
- 自ら学び 最後までやりぬく子ども
- 安全に気をつけ 身体をきたえる子ども
- 正しく考え 工夫して実行する子ども
- みんな仲良く 思いやりのある子ども
- 喜んで働き 郷土を愛する子ども

### 校歌
作詞：桜田作次郎、作曲：横谷瑛司

## 沿革
- 1969年（昭和44年）
  - 札幌市立北郷小学校より456名を受け入れて開校式を行う
- 1974年（昭和49年）
  - 5周年の研究大会開催
- 1975年（昭和50年）
  - 給食施設完成
- 1978年（昭和53年）
  - 札幌市立菊水小学校新設206名児童移籍
- 1981年（昭和56年）
  - 3月24日　 札幌市立川北小学校が開校196名児童移籍
- 1984年（昭和59年）
  - 愛の金が寄贈される
  - 開校15周年を祝う集会
- 1988年平成3年（昭和63年）
  - ガス暖房になる
- 1989年(平成元年)
  - 開校20周年を祝う集会・祝賀会
- 1991年（平成3年）
  - PTA広報誌「最優秀賞」受賞
- 1994年（平成6年）
  - PTA広報誌「最優秀賞」受賞
- 2001年（平成13年）
  - LANの整備
  - 玄関にモニター付きインターホン設置
- 2002年（平成14年）
  - 学校開放図書館指定校となる
- 2009年（平成21年）
  - 開校40周年記念式典・祝う会
- 2012年（平成24年）
  - みずほ学級(特別支援学級)開設
  - 校舎改築工事完成。隣接する札幌市立北白石中学校と合築建替で一体校舎となる[1]。

## 行事
- 4月 - 始業式、入学式、家庭訪問
- 5月 - 家庭訪問
- 6月 - 遠足、運動会
- 7月 - 修学旅行（6年）、5年宿泊学習、1学期終業式
- 8月 - 2学期始業式
- 10月 - たてわり全校遠足
- 11月 - 開校記念日、Kitaraで光ろう
- 12月 - 学習発表会、2学期終業式
- 1月 - 3学期始業式、スキー学習 (1)（3 - 6年）
- 2月 - スキー学習 (2)（3 - 6年）
- 3月 - 6年生を送る会、卒業式、修了式・離任式

## 所在地
- 〒003-0836 北海道札幌市白石区北郷6条3丁目5番2号
  - 北緯43度3分49.6秒 東経141度25分2.7秒 / 北緯43.063778度 東経141.417417度

## 通学区域
- 北郷1条2丁目 - 北郷1条3丁目
- 北郷2条2丁目 - 北郷2条3丁目
- 北郷3条2丁目 - 北郷3条3丁目
- 北郷4条2丁目（1番・5 - 17番）
- 北郷4条3丁目
- 北郷5条3丁目 - 北郷5条4丁目
- 北郷6条3丁目 - 北郷6条3丁目
- 北郷7条3丁目 - 北郷7条4丁目
- 北郷8条3丁目 - 北郷8条4丁目
- 北郷9条3丁目

## 交通
- JR　白石駅(函館本線・千歳線)徒歩25分
- バス停　(500m以内)
  - 北白石中学校
    - 55　白石本線
    - 白23　北郷線
    - 白23　北郷線（白稜高校行き）

  - 北郷5条4丁目
    - 57　北郷本線

  - 北郷5条3丁目
    - 2北郷

## 出身者
- 小山綾菜（女子バレーボール選手）